# Електрическа верига
Електрическата верига е съвкупност от свързани елементи и устройства, в които протичат електрически процеси. Представлява устройство за съсредоточено преобразуване, разпределение и пренасяне на електромагнитна енергия или информация чрез помощта на електричен ток. Електрическата верига може да се изгражда от линейни и нелинейни елементи, както и да се разглежда като такава със съсредоточени и с разпределени параметри. Веригите имат информационен характер, когато електромагнитните процеси се използват за пренасянето на информация чрез сигнали. Енергиен характер имат електрическите вериги, използвани за произвеждане и преобразуване на електромагнитната енергия в големи количества. Най-често електрическите вериги се изграждат от пасивни и активни елементи от електротехниката като свързващи проводници, кондензатори, резистори, бобинии или генератори, електронни лампи, диоди, транзистори, химически токозахранващи елементи и др.

## Процеси в електрическата верига
Процесите в електрическите вериги са свързани с електромагнитното поле. Тези процеси се характеризират с векторни величини като:
- интензитет на електрическото поле
- електромагнитна индукция
- магнитна индукция
- интензитет на магнитното поле
- плътност на тока

Връзката между тока и напрежението и параметрите на електрическата верига се определят със законите на Кирхоф, закона на Ом, както и други математически зависимости за електромагнитното поле.
Електрическите вериги са линейни и нелинейни.
- Линейната електрическа верига се състои от линейни електрически елементи. Тяхното действие може да се опише с линейни диференциални или алгебрични уравнения. Характерно е, че във веригата не се внасят нови съставки в спектъра на сигнала при преминаването по веригата и може да се приложи принципа за суперпозицията.[2].
- Нелинейните вериги се характеризират с това, че действието на съставните компоненти или устройства внасят нови съставки в спектъра към приетия входен сигнал след преминаването през тях. Веригата се описва с нелинейни диференциални или алгебрични уравнения.[3]

## Елементи на веригата
- клон — участък от веригата, включващ елементи от дадена възлова точка до друга възлова точка. В една електрическа верига има толкова различни токове, колкото клона има тя.
- възлова точка — общата точка на три или повече проводника.
- контур — затворен участък от електрическа верига, образувана от поне два свързани клона. Контурът може да бъде отворен, но при записване на уравнението по втори закон на Кирхоф трябва да се отчете напрежението между точките на прекъсване с неговия алгебричен знак.

## Видове електрически вериги
Веригите могат да бъдат активни и пасивни. Активните вериги съдържат активни електрически компоненти (имащи способност да увеличат мощността или амплитудата на сигнала), а пасивните съдържат само пасивни елементи, които само консумират или преобразуват енергия.
Според начина им на свързване електрическите вериги биват:
- последователни
- успоредни
- смесени (и двата вида).

- Резистор
- Диод
- Кондензатор
- Превключвател
- Източник на прав ток
- Източник на променлив ток

## Електрически схеми
Електрическите вериги се представят схематично с електрически схеми (да не се бърка с електронна схема). Това е графичното изобразяване на разположението на отделните елементи на веригата, което улеснява изчислението на резултата (ток или напрежение) на изхода.